# 5468 Hamatonbetsu
5468 Hamatonbetsu (1988 BK) là một tiểu hành tinh vành đai chính được phát hiện ngày 16 tháng 1 năm 1988 bởi M. Mukai và Takeishi ở Kagoshima.